# Vint-i-un dies junts
Vint-i-un dies junts (títol original: 21 Days, també coneguda com 21 Days Together, The First and the Last i Three Weeks Together) és una pel·lícula dramàtica britànica de 1940 basada en l'obra de 1919 The First and the Last de John Galsworthy. Va ser dirigida per Basil Dean i protagonitzada per Vivien Leigh, Laurence Olivier i Leslie Banks. La pel·lícula va passar a anomenar-se 21 Days Together per al mercat estatunidenc. Està doblada al català.

## Argument
Després que en Larry mati accidentalment el marit de la seva amant Wanda, un innocent és arrestat pel crim. En Larry i la Wanda esperen nerviosos el veredicte: si el sospitós és considerat culpable, en Larry es lliurarà.

## Repartiment
- Vivien Leigh com Wanda Wallen
- Laurence Olivier com Larry Darrant
- Leslie Banks com Keith Darrant
- Francis L. Sullivan com Mander
- David Horne com Beavis
- Hay Petrie com John Aloysius Evan
- Esme Percy com Henry Wallen
- Frederick Lloyd com Swinton
- Robert Newton com Tolly
- Victor Rietti com Antonio
- Morris Harvey com Alexander MacPherson
- Elliott Mason com Frau Grunlich
- Arthur Young com Ascher
- Meinhart Maur com Carl Grunlich
- Andreas Malandrinos com cambrer (sense acreditar)

## Producció
El productor Alexander Korda pretenia que 21 Days fos una cinta estrella per a Vivien Leigh, però la seva constant interferència va causar grans problemes al plató. Va reorganitzar els horaris de rodatge i fins i tot va afegir una seqüència, i se suposa que el director Basil Dean mai no va veure un tall aproximat ni el producte acabat. El canvi de títol a 21 Days es va atribuir a Korda. La fotografia principal va tenir lloc l'any 1937 als Denham Film Studios . El germà petit de Korda , Vincent Korda, va ser el director d'art de la pel·lícula i va ser el responsable de l'escenografia.
Després de l'estrellat de Vivien Leigh amb la seva interpretació de Scarlett O'Hara a Allò que el vent s'endugué (1939), Korda va guardar 21 Days durant dos anys abans d'estrenar-la a Columbia Pictures.